# Karl Heydemann
Karl Max Albrecht Friedrich Heydemann (* 13. März 1845 in Waren; † 28. Oktober 1904 in Rostock) war Jurist, Bürgermeister und Mitglied des Deutschen Reichstages.

## Leben
Karl Heydemann besuchte die Gymnasien in Potsdam und Güstrow und studierte Rechtswissenschaften von 1863 bis 1866 an den Universitäten Berlin, Tübingen, Leipzig und Rostock. Ab 1869 war er Advokat in Waren und darauf in Rostock. 1872 wurde er Bürgermeister und Stadtrichter in Sülze und 1876 in Tessin. 1879 wurde er nach Trennung der Verwaltung und Gerichtsbarkeit in Mecklenburg Landgerichtsrat in Güstrow, später dort Landgerichtspräsident und schließlich Oberlandesgerichtspräsident in Rostock.
Von 1881 bis 1884 war er Mitglied des Reichstages für den Reichstagswahlkreis Großherzogtum Mecklenburg-Schwerin 6 (Güstrow, Ribnitz) und die Nationalliberale Partei. Seine Söhne Carl Heydemann (1878–1939, Oberbürgermeister von Stralsund), Ernst Heydemann (1876–1930, Oberbürgermeister von Rostock) und Heinrich Heydemann (1881–1973, Oberbürgermeister von Güstrow) waren ebenfalls politisch aktiv.